# 세크리터리
《세크리터리》(Secretary)는 미국에서 제작된 스티븐 셰인버그 감독의 2002년 드라마, 에로, 로맨틱, 코미디 영화이다. 제임스 스페이더 등이 주연으로 출연하였고 앤드류 피어버그 등이 제작에 참여하였다. 메리 게이츠킬이 쓴 단편소설 〈비서〉(Secretary)를 바탕으로 했다.

## 줄거리
조용한 20대 여성 리 홀러웨이에게는 감정이 요동칠 때마다 자해를 해야만 위로를 받는 버릇이 있었다. 이런 성향 때문에 잠시간 요양원에서 지내가다 집으로 돌아온 리는 어릴 적 친구 피터와 연애 감정을 키워가는 한편, 타자수 경력을 살려 일을 해보려고 한다. 신문의 구직 광고를 보고 리는 변호사 E. 에드워드 그레이의 사무소에 비서로 지원하게 된다. 그레이는 리의 스펙이 사무소에는 과분하다고 평가했지만 리는 기꺼이 지원하게 된다.
리는 무난하게 비서 일에 적응해가지만, 그레이는 특히 사소한 타자 실수를 구실로 까탈스럽게 리를 질책한다. 리와 피터의 관계를 알게 된 그레이는 리에게 연애에도 집착하는 모습을 보인다. 마침 아버지가 집을 나가는 사태가 벌어지면서 리의 자해 버릇이 다시 도지고, 우연한 계기로 그레이가 리의 자해 흔적을 발견하게 된다. 며칠 뒤 그레이는 리를 자신의 방으로 불러, 리에게 책상에 엎드려 오탈자를 낸 편지를 읽게 하면서 그녀의 엉덩이를 때린다. 그레이는 리에게 더 이상 자해하지 말 것을 명령하고, 이후 리는 그레이의 지시에 따라 사생활까지 통제받으면서 쾌감을 느낀다. 두 사람의 관계는 조금씩 BDSM 관계로 발전하며 반년의 시간이 흐른다.
리는 그레이를 깊게 사랑하며 그가 주는 벌에 집착하지만, 반대로 그레이는 둘의 부적절한 관계에 불안감을 느낀다. 그레이가 리를 멀리하자 리는 일부러 타자 실수를 내며 그레이의 벌을 원한다. 그레이는 편지지 사이에서 리가 넣어놓은 지렁이 시체를 발견하고, 리를 오랜만에 다시 자신의 방으로 부른다. 그레이는 이제까지와는 달리 평범한 삽입 섹스를 시도하지만 제대로 해내지 못한다. 이후로도 리의 집착이 계속되자, 결국 그레이는 리를 해고한다. 며칠 만에 리는 사무소를 다시 찾아가 보기도 하지만 그레이는 받아주지 않는다.
리는 피터의 청혼을 받아들였지만, 결혼식 당일 결국 웨딩드레스를 입은 채로 뛰쳐나가 그레이의 사무소를 찾아간다. 그레이 앞에 선 그녀는 사랑을 고백한다. 하지만 그레이는 여전히 그녀를 거부하며, 대신 그녀를 시험해 보기로 한다. 그레이는 리에게 떼라고 하기 전까지 책상에 손을 붙이고 있으라는 명령을 내린다. 리는 거리낌 없이 명령을 수행하며 그레이의 연락을 받고 찾아와 그녀를 끌어내려는 피터의 시도에도 굴하지 않는다. 리가 소변까지 흘리면서 전혀 움직이지 않은 채로 사흘 밤낮이 흐른다. 그레이 사무소에는 리와 피터의 가족들이 그녀를 지키고, 언론에까지 그녀의 농성이 알려진다(그러나 이는 단식투쟁으로 오해된다). 그레이는 마침내 리에 대한 진심을 깨닫고 사무소에 나타나서, 실신한 리에게 미음을 먹이고, 위층으로 데려가 리를 씻긴다. 이후로 둘은 결혼하고 행복한 지배-피지배 관계를 이어간다.

## 출연
- 매기 질런홀 - 리 홀러웨이
- 제임스 스페이더 - E. 에드워드 그레이
- 제러미 데이비스 - 피터
- 레슬리 앤 워런 - 조앤 홀러웨이
- 스티븐 맥해티 - 버트 홀러웨이
- 제시카 턱 - 트리샤 오코너
- 파트리크 보쇼 - 트워든 교수
- 에이미 로케인 - 리의 여동생
- 오즈 퍼킨스 - 조너선
- 마이클 맨텔 - 스튜어트
- 사브리나 그르데비치 - 앨리슨
- 에즈라 버징턴 - 타자 선생

## 기타
- 미술: 에이미 댄저
- 의상: 마저리 보워스
- 배역: 엘렌 파크스

## 비평
LA 타임스의 머놀라 다기스는 "마음속에 은밀한 판타지를 품고 있는 두명의 외로운 사람이 기적적인 에로틱한 조화를 발견하는 별난 뉴웨이브 로맨틱코미디"로 평가했다. 로저 이버트는 "SM은 참여자는 몰입시키지만 방관자에겐 우스꽝스러운 짓으로 보여서 우리에게 엉뚱한 타이밍에 킬킬거리게 만든다. 이 영화는 그렇지 않다"며 호평했다. 듀나는 도전적인 시도를 퀴어 영화의 문법을 이용해 친근하게 풀어낸 영화로 평가했다.